# Enteroaggregative Escherichia coli
Enteroaggregative Escherichia coli (EAggEC oder EAEC) sind bestimmte pathogene (krankheitsauslösende) Stämme des Darmbakteriums Escherichia coli (E. coli). Sie bilden zusammen mit den diffus adhärenten E. coli (DAEC) die Gruppe der Adhärenten E. coli.
Sie wurden 1985 erstmals als Auslöser von Durchfall beschrieben. EAEC kann Reisediarrhoe oder chronischen Durchfall bei Kindern in Entwicklungsländern auslösen. Auch in Industrieländern kann es Ursache akuter wässriger Durchfälle, vor allem bei immunsuppressiven Patienten, sein oder bei Kindern chronischen Durchfall verursachen. Unklar ist, wie bedeutsam EAEC als Ursache von Durchfallepidemien in Industrieländern ist.
EAEC zeigte sich im Laborversuch resistent gegen viele Antibiotika, jedoch gab es erfolgreiche Therapien bei HIV-Patienten mit EAEC-assoziiertem Durchfall durch Ciprofloxacin.  Auch Rifaximin wurde erfolgreich zur Therapie verwendet und es gab in den letzten 10 Jahren keine signifikanten Änderungen der Minimalen Hemm-Konzentration.

## Adhärenzmuster
E. coli zeigen verschiedene Adhärenzmuster. Enteroaggregative E. coli zeigen definitionsgemäß eine aggregative Adhärenz. Diese kommt durch das Aneinanderheften der E. coli untereinander (Autoagglutination) zustande. Das typische Adhärenzmuster an HEp-2-Zellen (Zellkultur menschlicher Epithelzellen), das „stacked-brick“-Muster (gestapelte Mauersteine), gilt als Standardverfahren zur Diagnose von EAEC.

## Virulenz
Für EAEC wurden eine Reihe von Virulenzfaktoren beschrieben, darunter Adhesine, Toxine, Dispersin und
Eisenaufnahmesysteme (iron utilization systems). Keiner der Faktoren ist in allen EAEC gleichzeitig präsent und viele finden sich auch in anderen E. coli.
Im Zusammenhang mit einer Epidemie, die 2011 von Deutschland ausging, spielten Shiga-like Toxin produzierende Stämme von E. coli mit aggregativen Eigenschaften eine Rolle. Shiga-like-Toxin produzierende Stämme von EAEC waren zu diesem Zeitpunkt bereits vorher beschrieben worden.

## Klinik
Eine EAEC-Infektion kann symptomlos verlaufen, sie kann auch eine akute oder chronische Durchfallerkrankung verursachen. Meist wird von wässrigem Durchfall mit oder ohne Blut im Stuhl berichtet. Bauchschmerzen, Übelkeit, Erbrechen und leichtes Fieber gehören zu möglichen Symptomen einer Erkrankung.
Im Darm verursacht EAEC zytotoxische Effekte, zerstört also Gewebezellen. Es existieren zahlreiche verschiedene Variationen klinischer Symptome von EAEC.